# Насідна пляма

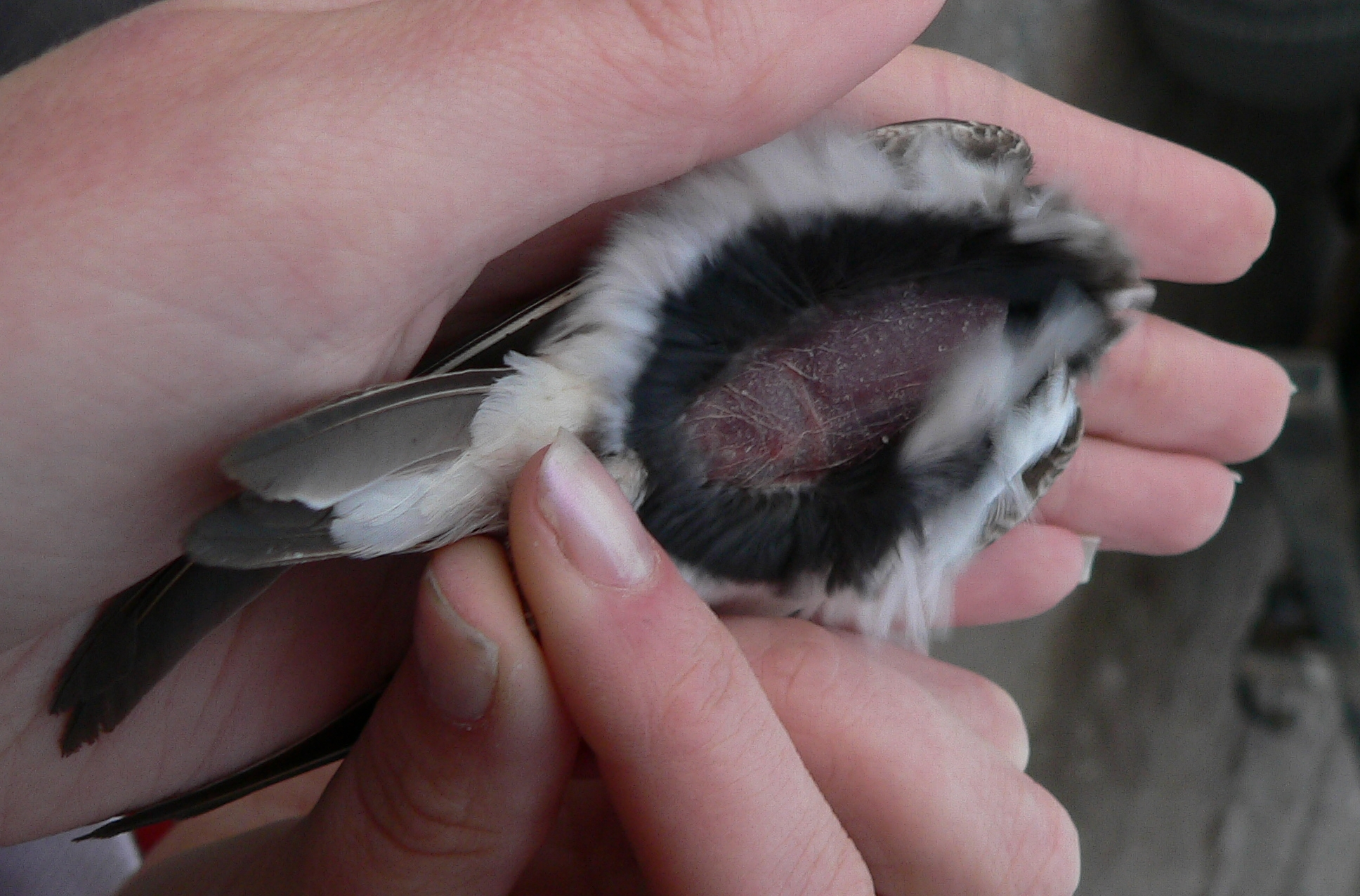
Насідна пляма у ластівки берегової

Насі́дна пля́ма (лат. maculata incubativa) — ділянка тіла у птахів, що не має оперення.
Утворюється у птаха, що насиджує, на череві та нижній частині грудей внаслідок випадання пуху та частини оперення. У куроподібних, ракшеподібних, дятлоподібних, горобцеподібних та багатьох інших утворюється одна насідна пляма; у чистикових утворюють дві невеликі насідні плями (у кайр вони зливаються); у мартинових — три. У імператорського та королівського пінгвінів у нижній частині черева утворюються складки шкіри — своєрідний мішок, що прикриває яйце. У гусеподібних насідних плям не утворюється, але перед періодом відкладання яєць у самок на череві виростає довгий пух, який птах вищипує, вистилаючи ним гніздо.
У шкірі насідної плями збільшується капілярна сітка, тому його температура на 1—2°C вище, ніж на інших ділянках шкіри. Коли птах сідає на кладку, він притискається до яєць насідною плямою (плямами), що підсилює їхнє обігрівання. Олуші, що не мають насідних плям, накривають яйця плавальними перетинками розправлених пальців. Пінгвіни та кайри, які не будують гнізда, часто підсувають під яйце лапи. Все це забезпечує нагрівання верхньої частини яйця, де знаходиться зародок, до 36—42°C.
У гніздових паразитів, такі як зозуля, насідні плями не утворюються.